# 勞爾·瑟瓦斯
勞爾·瑟瓦斯（荷蘭語：Raoul Servais，1928年5月1日—2023年3月17日）是一名比利時電影製片人、動畫師和漫畫家。

## 生平
他出生於比利時奧斯坦德，是比利時動畫界的一名基礎人物，也是根特皇家美術學院動畫系的創始人。
瑟瓦斯最著名的作品是動畫片《女妖》，他憑藉該片獲得1979年坎城影展的金棕櫚獎。瑟瓦斯在2016年的薩格勒布世界動畫電影節上獲得終身成就獎。在第9屆馬格利特獎上，他獲得了安德烈·德爾沃學院頒發的馬格利特榮譽獎。
瑟瓦斯總共獲得大約60座電影獎項。他在巴黎、馬德里、伊斯坦堡、蒙特婁、紐約、東京、香港、里約熱內盧和聖彼得堡舉辦了致敬與回顧展。
2023年3月17日，瑟瓦斯在勒芬格的家中去世，享年94歲。

## 延伸閱讀
- Moins, Philippe; Corbet, Maurice. . Les Animés. Montreuil and Annecy: Éditions de l'Oeil and Communauté de l'Agglomération d'Annecy. 2013. ISBN 978-2-35137-144-2 （法语）.
- Moins, Philippe. . Gent: Borgerhoff & Lamberigts. 2018. ISBN 978-90-8931-838-1.
- Rosignoli, Manuela.  [Through the mirror]. Bendazzi, Giannalberto; Scrimitore, Raffaella  (编).  [Animated cinema and the new criticism]. Tra spettacolo e drammaturgia. Milan: CUEM. 2006: 63–72. ISBN 978-88-6001-077-3 （意大利语）.
- Swinnen, Johan; Deneulin, Luc. . Brussels: ASP. 2008. ISBN 978-90-5487-480-5.

## 外部連結
- 官方网站
- Lambiek Comiclopedia biography about Raoul Servais. （页面存档备份，存于）
- 勞爾·瑟瓦斯在互联网电影资料库（IMDb）上的資料（英文）